# Нітер
Нітер (традиційна назва — калійна селітра) — мінерал, нітрат калію острівної будови, група арагоніту.

## Загальний опис
Склад: 4[KNO3]. Містить (%): K2О — 46,5; N2O5 — 53,5. Як правило, без домішок.
Сингонія ромбічна. Зустрічається у вигляді тонких кірочок, дрібних голчастих кристалів, іноді — агрегатів.
Твердість 2. Густина 2,11.
Блиск скляний. Прозорий. Колір білий. Злам напівраковистий до нерівного. Крихкий. Розчиняється у воді. При т-рі 339 °C переходить у тригональну ромбоедричну модифікацію.
У природі утворюється внаслідок розкладу органічних залишків під дією нітрифікуючих бактерій.

## Розповсюдження
Мінерал розповсюджений в аридних областях разом з натрієвою селітрою, епсомітом, нітрокальцитом та гіпсом в пустелях на півночі Чилі, в Капській провінції (ПАР), в район Кочабамба (Болівія), в ґрунтах Долини Смерті (шт. Каліфорнія, США) та ін.